# Dravegny
Dravegny és un municipi francès situat al departament de l'Aisne i a la regió dels Alts de França. L'any 2007 tenia 149 habitants.

## Demografia

### Població
El 2007 la població de fet de Dravegny era de 149 persones. Hi havia 60 famílies de les quals 16 eren unipersonals (4 homes vivint sols i 12 dones vivint soles), 20 parelles sense fills i 24 parelles amb fills.
La població ha evolucionat segons el següent gràfic:
Habitants censats

### Habitatges
El 2007 hi havia 77 habitatges, 58 eren l'habitatge principal de la família, 9 eren segones residències i 10 estaven desocupats. 76 eren cases i 1 era un apartament. Dels 58 habitatges principals, 40 estaven ocupats pels seus propietaris, 16 estaven llogats i ocupats pels llogaters i 2 estaven cedits a títol gratuït; 2 tenien dues cambres, 9 en tenien tres, 21 en tenien quatre i 26 en tenien cinc o més. 41 habitatges disposaven pel capbaix d'una plaça de pàrquing. A 22 habitatges hi havia un automòbil i a 29 n'hi havia dos o més.

### Piràmide de població
La piràmide de població per edats i sexe el 2009 era:
| Homes | Edats   | Dones |
| ----- | ------- | ----- |
| 0     | 95 o +  | 0     |
| 0     | 90 a 94 | 0     |
| 0     | 85 a 89 | 0     |
| 0     | 80 a 84 | 0     |
| 0     | 75 a 79 | 0     |
| 4     | 70 a 74 | 12    |
| 8     | 65 a 69 | 0     |
| 4     | 60 a 64 | 4     |
| 8     | 55 a 59 | 8     |
| 4     | 50 a 54 | 4     |
| 4     | 45 a 49 | 8     |
| 0     | 40 a 44 | 4     |
| 12    | 35 a 39 | 8     |
| 4     | 30 a 34 | 4     |
| 0     | 25 a 29 | 4     |
| 20    | 20 a 24 | 0     |
| 0     | 15 a 19 | 8     |
| 4     | 10 a 14 | 4     |
| 12    | 5 a 9   | 8     |
| 0     | 0 a 4   | 4     |

## Economia
El 2007 la població en edat de treballar era de 97 persones, 78 eren actives i 19 eren inactives. De les 78 persones actives 70 estaven ocupades (38 homes i 32 dones) i 8 estaven aturades (4 homes i 4 dones). De les 19 persones inactives 6 estaven jubilades, 4 estaven estudiant i 9 estaven classificades com a «altres inactius».

### Ingressos
El 2009 a Dravegny hi havia 56 unitats fiscals que integraven 146 persones, la mediana anual d'ingressos fiscals per persona era de 18.317 €.

### Activitats econòmiques
Dels 2 establiments que hi havia el 2007, 1 era d'una empresa de comerç i reparació d'automòbils i 1 d'una empresa d'hostatgeria i restauració.
L'any 2000 a Dravegny hi havia 7 explotacions agrícoles que ocupaven un total de 1.519 hectàrees.

## Poblacions més properes
El següent diagrama mostra les poblacions més properes.